# Poste Ruck pour mitrailleuse
Le poste Ruck pour mitrailleuse ou casemate Ruck est un type de fortification de campagne construit en Grande-Bretagne pendant la crise de l’invasion de 1940-1941. Il a été conçu par James Ruck et a été fabriqué à partir de sections préfabriquées en béton, de dalles de pavage, de sacs de sable et de pisé,. Le poste Ruck pour mitrailleuse a été assez largement répandu dans le Lincolnshire et le long de la côte est de l'Angleterre, mais il est maintenant extrêmement rare avec seulement une poignée d'exemplaires subsistants. Aujourd'hui, seuls cinq sites de poste Ruck pour mitrailleuse sont recensés dans la base de données Defence of Britain.

## Conception
James Ruck était le conseiller aux travaux du ministère de la Sécurité civile pour le nord des Midlands. Ses principales tâches étaient liées à la fourniture d'abris anti-aériens. En juin 1940, il a proposé à l'armée des plans pour un poste de mitrailleuse :
« Je propose qu'ils soient construits en blocs de béton creux remplis de terre excavée du site, coiffé d’un toit fait à partir de poutres en béton préfabriqué et de pavés, de murs de 18 pouces d'épaisseur, de l’espace étant laissé de chaque côté de sorte qu’on puisse faire feu dans n'importe quelle direction ; une partie du toit peut également être adaptée pour le tir par-dessus. »
La conception de Ruck était basée sur des sections en demi-arc de béton préfabriqué produites par Hydroprest Concrete Ltd à Scunthorpe. Quatre sections de 30,5 cm (12 pouces) forment une arche dont les dimensions intérieures sont de 1,5 m (5 pieds) de large, de 2,1 m (7 pieds) de haut et de 61 cm (2 pieds) de long. Un nombre quelconque d’arches pouvait être assemblées pour former une structure de la longueur souhaitée, mais dans la conception de Ruck des écarts de 50 cm (20 pouces) entre les arches étaient laissés pour servir d’embrasures, tous les 12 pieds (3,7 m). Les arches étaient doublées de deux couches de mortier et de pavé en béton, ce qui comblait les trous, sauf aux endroits où une embrasure était nécessaire, ce qui donnait une épaisseur de paroi qui variait entre 15 et 23 cm (6 et 9 pouces). Les extrémités étaient murées avec des blocs de béton creux remplis de briques, le mur à une extrémité disposait d’une embrasure, tandis que l'autre extrémité constituait l’entrée. Le béton offrait une protection limitée, si bien que la structure était en partie enterrée, puis entourée d'une paroi extérieure de sacs de sable jusqu’au niveau des embrasures tandis que l'espace entre les sacs de sable et le béton était rempli de pisé.
Selon Ruck, qui faisait une promotion enthousiaste de sa conception, les principaux avantages du poste Ruck pour mitrailleuse étaient qu'il pouvait être rapidement construits par des ouvriers non qualifiés et qu’il faisait une utilisation économique des matériaux. Les éléments préfabriqués pouvaient être produits à raison de 70 unités par jour et Ruck affirmait que six hommes non qualifiés pourraient achever trois éléments préfabriqués en une journée. Ruck a également souligné que sa conception faisait usage des « quelques centaines de milliers de tonnes de matériaux se trouvant dans les stocks des producteurs de l’ensemble du pays, et ne nécessitait pas de ciment ou d'acier. » Ruck estimait le coût d'un poste a seulement 40 £ (équivalent à 1 600 £ de 2012).

## Construction
En juillet 1940, des instructions avaient été données pour commander 1 600 postes, en septembre 1940 environ 4 000 postes avaient été construits et il y avait des commandes pour encore 2 000 autres.
Aujourd'hui, la casemate Ruck présente un mystère. Malgré le grand nombre de constructions, les traces restantes sont rares - 5 seulement ont été enregistrées par le projet Defence of Britain. De toutes les casemates, le poste Ruck pour mitrailleuse est l'un des plus facilement démantelables, et cela a peut-être été le sort de beaucoup de ces casemates. Dans la mesure où ces postes étaient partiellement enterrés, ils étaient fréquemment implantés sur un talus ; il se peut que beaucoup aient été déployés dans des falaises molles et des dunes, le long d'une côte en constante évolution et aient disparu du fait de l'érosion. Enfin, il pourrait y avoir des constructions qui n’auraient simplement pas été reconnues pour ce qu'elles étaient réellement.